# むだい
『むだい』は、秀吉の1枚目のオリジナルフルアルバム。2010年10月6日にLastrum Music Entertainment Inc.からリリースされた。

## 概要
秀吉にとっての初となるオリジナルフルアルバム。2010年8月3日に先行リリースされたシングル「夕の魔法 / 歩こう」を含む全12曲。
前作のミニアルバム「コンサート」リリース後から約1年半かけて制作された。デビュー前の自主制作盤「アワイオト。」に収録されている「夕の魔法」がリレコーディングして収録されており、秀吉のここまでのキャリアを総括したような作品に仕上がっている。
『むだい』というタイトルについて柿澤は「重なった時点で、その歌はその人のものになると思っているので、この作品にはその人なりの名前を付けてほしいって気持ちで付けたタイトルでもあります」と語っている。
アルバムアートワークは漫画家の浅野いにおによるものである。

## エピソード
- ジャケットのアートワークを手がけたのは、漫画家の浅野いにおである。柿澤自身が兼ねてからファンである事を公言しており、ファンレターを送ったこともあった。本作のレコーディングを終えた時に、「いにおさんの絵が絶対に合う！」と思った柿澤が再びファンレターとともに音源を送り、ジャケットを書いてほしいとお願いした所、それまでの手紙や音源を聴いていたこともあって快諾したという。

## 収録曲
（全作詞・作曲：柿澤秀吉、編曲：秀吉）
1. 信じなきゃ [4:10]
本作のリードトラック。
MVが存在する。
2. さざなみ [3:00]
3. かっこつけの唄 [4:50]
リードトラック候補曲であった。
4. 歩こう [5:18]
先行リリースされたシングル「夕の魔法 / 歩こう」収録曲。
5. 蜃気楼の形 [4:53]
6. リプル [3:52]
7. ひとりひとつぶ [4:55]
プリングミンのボーカル山崎麻由美がゲストコーラスとして参加している。
8. 昼と水平線と今日 [4:38]
9. はじめまして [4:11]
10. 夕の魔法 [3:23]
先行リリースされたシングル「夕の魔法 / 歩こう」収録曲。
MVが存在する。
11. こだますることだま [5:26]
12. 無題 [1:52]
本作のタイトルトラック。
柿澤による弾き語りで、一発録りで録音された。